# Bayer
«Байер АГ», Bayer AG — немецкая химико-фармацевтическая транснациональная корпорация, основанная в 1863 году. Штаб-квартира располагается в Леверкузене, Северный Рейн — Вестфалия. Одна из крупнейших фармацевтических компаний мира. Основными регионами деятельности являются США (30 % продаж), Германия, Китай и Бразилия.

## История

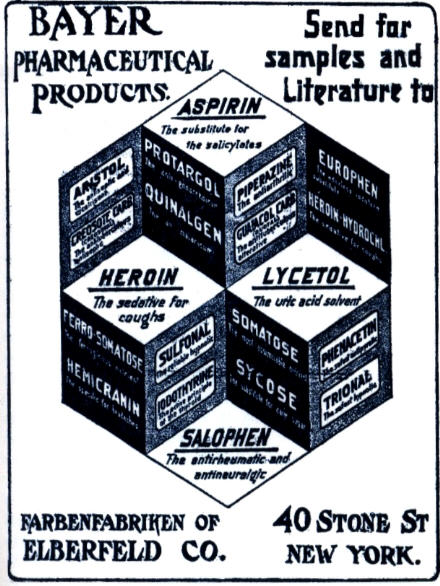
Реклама аспирина, героина, лицетола и салофена

Bayer AG была основана в Бармене (на данный момент — часть Вупперталя, Германия) в 1863 году Фридрихом Байером и его партнером, Иоганном Фридрихом Вескоттом. Первоначально компания занималась производством красок, в частности, ею был разработан синтетический пурпурный краситель.
Первым значительным фармацевтическим продуктом корпорации была ацетилсалициловая кислота (впервые открытая французским химиком Шарлем Жераром в 1852 году) — модификация салициловой кислоты или салицила, народного лекарства, которое извлекали из коры ивы. В 1899 году «Аспирин» стал зарегистрированным товарным знаком, под которым Bayer продавала ацетилсалициловую кислоту по всему миру, но из-за конфискации Соединенными Штатами активов и торговых марок Bayer во время Первой мировой войны «Аспирин» потерял статус товарного знака в США, Франции и Великобритании. Сейчас это название широко используется в этих странах для названия вещества, выпускаемого различными производителями. Тем не менее, в других странах (их более 80), включая Канаду, Мексику, Германию и Швейцарию, «Аспирин» до сих пор является зарегистрированной торговой маркой Bayer. Также на рубеже веков компанией был синтезирован героин, до 1912 года продававшийся как детское средство от кашля.
В 1904 году логотипом компании Bayer стал знаменитый крест. Поскольку байеровский аспирин распространялся только фармацевтами и врачами и компания не могла использовать собственную упаковку, крест печатался на таблетках, чтобы потребители могли связать название компании с аспирином. В 1908 году в лаборатории компании был получен сульфаниламид, изначально он использовался как красный краситель, позже были обнаружены его бактерицидные свойства. В первой мировой войне производили химическое оружие для немецкой армии.
Активы компании Bayer, включая права на название компании и торговые марки, были конфискованы как часть репараций после Первой мировой войны Соединенными Штатами, Канадой и некоторыми другими странами. В США и Канаде байеровские активы и торговые марки перешли к Sterling Drug, предшественнику Sterling Winthrop. В 1921 году Bayer удалось найти средство для лечения африканской сонной болезни, названное Сурамин.
В 1925 году по инициативе президента Bayer Карла Дуйсберга был создан концерн IG Farben, объединивший все немецкие компании химической промышленности. В течение Второй мировой войны компания активно использовала рабский труд заключённых больших трудовых лагерей, особенно филиалов концлагеря Маутхаузен. Также во время войны компания Байер заказывала в концентрационных лагерях узников для проведения опытов, часто со смертельными исходами. В концерн было влито большинство химических предприятий на оккупированных нацистами территориях.
Большинство предприятий компании находилось вдали от крупных городов и поэтому сравнительно мало пострадало от бомбардировок. С окончанием Второй мировой войны всё руководство IG Farben было арестовано и предстало перед Нюрнбергским трибуналом, но получило небольшие тюремные сроки (4—7 лет). Когда IG Farben в 1952 году был разделен и Bayer возродилась как независимая компания, её бывший директор Фриц тер Меер стал главой наблюдательного совета Bayer после своего выхода на свободу в 1956 году.
В 1954 году в США было создано совместное предприятие с Monsanto Company (Mobay), к 1962 году у Bayer были производственные мощности в 8 странах, включая Пакистан и Индию. На середину 1970-х годов 65 % выручки приносили зарубежные операции. В 1978 году Bayer купила Miles Laboratories (производителя «Алка-Зельтцер», «флинстоновских жевательных витаминов», витаминов «One-a-Day» и репеллента насекомых «Cutter»). В конце 1980-х и начале 1990-х годов в компании начался кризис, начались сокращения персонала (на 14 %) и продажа убыточных предприятий. Также компания сделала ещё больший акцент на рынки США и стран Азии (Япония, Гонконг, Тайвань, КНР). В 1994 году Bayer купила Sterling Winthrop у компании SmithKline Beecham и слила её с Miles Laboratories, таким образом возвратив себе права на название «Bayer» и свой логотип на территории США и Канады, а также вновь завладела торговой маркой «Аспирин» в Канаде.
2 ноября 2010 года Bayer AG подписала соглашение о покупке расположенной в Окленде ветеринарной компании Bomac Group. Финансовая информация не была опубликована из-за обязательств о неразглашении.
В июне 2018 года Bayer завершила сделку по приобретению 100 % акций лидирующей в области биотехнологии растений компании Monsanto. Стоимость крупнейшего в истории агропромышленной отрасли слияния составила 63,5 млрд $.
Некоторые вещества, открытые Bayer:
- Аспирин (ацетилсалициловая кислота) — анальгетик, антипиретик, антикоагулянт.
- Героин (диацетилморфин) — это вещество, вызывающее привыкание, изначально продавалось как средство от кашля. «Героин» был торговым знаком Bayer до Первой мировой войны
- Пронтозил — первый сульфонамид
- Ципрофлоксацин — антибиотик, применяемый для лечения сибирской язвы и инфекций мочевых путей
- Левитра — используется для лечения эректильной дисфункции
- Полиуретан — полимер, применяемый в самых разных целях
- Поликарбонат — основа пластиковых продуктов, например, CD-дисков
- Сурамин — антигельминтное лекарственное средство
- Паратион — инсектицид
- Пропоксур — инсектицид
- Примодос

## Руководство
- Норберт Винкельйоханн (Prof. Dr. Norbert Winkeljohann, род. 5 ноября 1957 года) — председатель наблюдательного совета с апреля 2020 года, член совета с 2018 года; также член наблюдательного совета Deutsche Bank.
- Вернер Бауманн (Werner Baumann, род. 6 октября 1962 года) — председатель правления и главный исполнительный директор с 2016 года, член правления с 2010 года, в компании с 1988 года[13].

## Деятельность
«Байер АГ» является холдинговой компанией группы «Байер», в которую на конец 2021 года входило 374 компании.
Основные научно-исследовательские центры находятся в США, Бразилии, Германии, Франции, Финляндии, Нидерландах, Норвегии, Швейцарии, Китае и Японии. Основные производственные мощности — в США, Аргентине, Бразилии, Мексике, Германии, Франции, Бельгии, Финляндии, Италии, Испании, Швейцарии, Китае, Индии, Индонезии и Японии.
Основные подразделения по состоянию на 2021 год:
- аграрная продукция — семена (кукуруза, соя, хлопок, овощные культуры) и средства защиты урожая (пестициды, гербициды); выручка 20,2 млрд евро, из них 8,7 млрд в Северной Америке;
- фармацевтика — рецептурные лекарственные препараты и диагностическое оборудование; выручка 18,3 млрд евро, из них 7,4 млрд в Европе;
- потребительские товары — безрецептурные лекарства, пищевые добавки и лечебная косметика; выручка 5,3 млрд евро.

Географическое распределение выручки на 2021 год:
- Европа, Ближний Восток и Африка — 13,65 млрд евро
  - Германия — 2,55 млрд евро
  - Швейцария — 0,54 млрд евро
- Северная Америка — 14,95 млрд евро
  - США — 13,40 млрд евро
- Азиатско-Тихоокеанский регион — 8,85 млрд евро
  - Китай — 3,86 млрд евро
- Латинская Америка — 6,63 млрд евро
  - Бразилия — 3,48 млрд евро.

|                     | 2006  | 2007  | 2008  | 2009  | 2010  | 2011  | 2012  | 2013  | 2014  | 2015  | 2016  | 2017  | 2018  | 2019  | 2020   | 2021  |
| ------------------- | ----- | ----- | ----- | ----- | ----- | ----- | ----- | ----- | ----- | ----- | ----- | ----- | ----- | ----- | ------ | ----- |
| Оборот              | 28,96 | 32,39 | 32,92 | 31,17 | 35,09 | 36,53 | 39,76 | 40,16 | 42,24 | 46,09 | 46,77 | 35,02 | 36,74 | 43,55 | 41,40  | 44,08 |
| Чистая прибыль      | 1,695 | 4,716 | 1,724 | 1,359 | 1,301 | 2,470 | 2,446 | 3,189 | 3,426 | 4,110 | 4,531 | 7,336 | 1,695 | 4,091 | -10,50 | 1,000 |
| Активы              | 52,96 | 51,29 | 52,50 | 51,04 | 51,51 | 52,77 | 51,34 | 51,32 | 70,23 | 73,92 | 82,24 | 75,09 | 126,7 | 126,2 | 116,8  | 120,2 |
| Собственный капитал | 12,85 | 16,82 | 16,34 | 18,95 | 18,90 | 19,27 | 18,57 | 20,80 | 20,22 | 25,45 | 31,90 | 36,80 | 45,98 | 47,25 | 30,52  | 33,02 |

## Байер 04 Леверкузен
В 1904 году компания основала спортивный клуб TuS 04 (нем. Turn- und Spielverein der Farbenfabriken vorm. Friedr. Bayer & Co.), позже переименованный в SV Bayer 04 («Sportvereinigung Bayer 04 Leverkusen»), который в 1984 получил название TSV Bayer 04 Leverkusen, или просто Bayer 04 Leverkusen. Клуб больше всего известен своей футбольной командой, но также участвует в других видах спорта, включая атлетику, фехтование, гандбол, волейбол, бокс и баскетбол. TSV Bayer 04 Leverkusen является одним из крупнейших спортивных клубов Германии. Компания поддерживает и другие спортивные клубы: Dormagen (в основном гандбол), Вупперталь (в основном волейбол) и Крефельд-Урдинген (в основе которого — один из бывших футбольных клубов Бундеслиги, SC Bayer 05 Uerdingen, ныне KFC Uerdingen 05).
Впрочем, из-за высоких расходов компания решила сократить поддержку своих лучших клубов в большинстве видов спорта. Спонсорские соглашения с командами первого и второго дивизиона в баскетболе, волейболе и гандболе, равно как и в фехтовании и атлетике олимпийского уровня, предполагалось разорвать в 2008 или в 2010 году. Несмотря на большие успехи (как победы на национальных немецких чемпионатах, так и многочисленные олимпийские медали), эти команды рассматриваются как недостаточно эффективный маркетинговый инструмент, так как приносят слишком низкие прибыли по отношению к расходам. Только очень телегеничная футбольная команда, чья маркетинговая ценность очень велика в связи с телетрансляциями и популярностью самого вида спорта, будет в дальнейшем получать финансовую поддержку. Общее спонсорство молодых спортсменов и спортсменов-инвалидов также продолжится в будущем.

## Критика

### ВИЧ-инфицированные препараты крови
Сообщалось, что с 1978 года в США компании Bayer, Alpha Therapeutic Corporation, Armour Pharmaceutical Company и Cutter Biological производили и продавали продукты переработки крови человека как полезные «лекарства», которые в некоторых случаях были заражены вирусом иммунодефицита человека и/или вирусом гепатита C. Это привело к массовому инфицированию и смертям тысяч больных гемофилией по всему миру.

### Байкол
После того как 52 смертельных случая были приписаны предполагаемому побочному эффекту байеровского противохолестеринового препарата Байкол, его производство и продажа в 2001 году были остановлены. Побочным эффектом оказался острый некроз скелетных мышц, приводивший впоследствии к почечной недостаточности. У людей, применявших Байкол, это наблюдалось гораздо чаще, чем у пациентов, которым был прописан альтернативный препарат статинового класса.

### Отравление метилпаратионом
В октябре 2001 года Bayer была привлечена к судебному разбирательству в связи со смертью 24 и тяжелым отравлением 18 детей в удаленной андской деревне Тауккамарка в Перу. Эти дети пили порошковый заменитель молока, загрязненный инсектицидом метилпаратионом. Перуанская парламентская комиссия по расследованию инцидента нашла значительные доказательства вины Bayer и перуанского министерства сельского хозяйства.

### Компенсации за медпомощь
В январе 2001 года Bayer согласилась выплатить 14 млн $ федеральному правительству США и 45 штатам, чтобы уладить претензии по федеральному Акту о ложных требованиях о том, что компания склоняла терапевтов и других медицинских сотрудников предоставлять мошеннически преувеличенные требования о компенсациях в Медикейд (американская государственная программа медицинской помощи нуждающимся).

### Рис «Либерти линк»
В августе 2006 года стало известно, что в рис, произведенный в США, попала примесь несертифицированного генетически модифицированного риса, разработанного Bayer CropScience. Генетически модифицированный рис обладал особым признаком, а именно устойчивостью к гербицидам. Этот тип риса известен среди фермеров под марками «Liberty Link rice 601» или LL 601. Примерно 100 разновидностей такого риса производятся, главным образом, в шести штатах: Арканзас, Техас, Луизиана, Миссисипи, Миссури и Калифорния. Стоимость производимого в США риса оценивается примерно в 1,88 млрд долларов в год. В 2005 году примерно 80 % всего риса, экспортируемого из США, составлял длиннозерновой рис, в который и попала примесь LL 601.

### Консультации по безопасности Тразилола
В сентябре 2006 года Bayer была обвинена ФДА (FDA — Food and Drug Administration) в том, что компания не сообщила о проведенном ранее официальном исследовании, в котором участвовало 67 тыс. пациентов, и 30 тыс. из них получали Тразилол, в то время как остальные — другие антифибринолитики. Это исследование показало, что использование Тразилола несёт бо́льшие риски. ФДА была извещена одним из исполнителей исследования. Хотя ФДА опубликовала заявление, в котором выразила обеспокоенность, она не изменила своих рекомендаций о том, что Тразилол может быть полезен некоторым пациентам. В обновлении Сводных рекомендаций об общественном здравоохранении от 3 октября 2006 года ФДА рекомендует «терапевтам ограничить использование Тразилола теми ситуациями, где клиническая польза от уменьшения потери крови необходима для дальнейшего лечения и является более значительной, чем потенциальные риски», а также рекомендует внимательно наблюдать за состоянием пациентов ФДА изъяла Тразилол с рынка 5 ноября 2007 года.

### Претензии в связи с раком простаты
В октябре 2009 года Центр науки и общественных интересов предъявил Bayer иск о «ложном заявлении, что селен в мультивитаминах для мужчин One-A-Day может уменьшить риск рака простаты».

### Неоникотиноидные пестициды
В декабре 2010 года в общественный доступ попала конфиденциальная записка сотрудника одного из подразделений американского Агентства по защите окружающей среды, в которой утверждалась «озабоченность тем, что Клотианидин может быть источником риска для насекомых, не являющихся первоначальной целью препарата, например, для медовых пчел. Возможность контакта опылителей с препаратом через загрязненный нектар и пыльцу и связанные с этим потенциальные токсические эффекты остаются неопределенными». В январе 2011 года сайт Avaaz.org открыл сбор подписей за запрет неоникотиноидных пестицидов. В 2018 году применение этих пестицидов было запрещено Евросоюзом.

## Логотип
Логотип компании — байеровский крест — был введен в 1904 году. Он состоит из горизонтального слова «BAYER», пересеченного вертикальным словом «BAYER», так что оба слова имеют общую «Y». Светящаяся версия логотипа озаряет контур неба Леверкузена, где находится штаб-квартира Bayer. С момента установки в 1958 году этот крест — самая большая светящаяся реклама в мире.

## Bayer в России
В 1876 году в Москве было открыто первое предприятие компании за пределами Германии — фабрика анилиновых красителей «Фридрих Байер и Ко.». С 1899 года до начала первой мировой войны «Байер АГ» производила в Россию поставки лекарственного средства «Аспирин» («ASPIRIN»). Охрана товарного знака, принадлежащего фирме «Байер АГ», прекратилась в России в 1919 году. В 1978 году концерн БАЙЕР вернулся в СССР, открыв представительство фирмы «Байер АГ» — головной компании концерна, а в 1994 году в Москве была зарегистрирована российская фирма АО «Байер». На сегодняшний день в Российской Федерации работает ЗАО «Байер», включающее в себя в прошлом самостоятельные дочерние компании: АО «Байер» и ООО «Байер КропСайенс», а также действует сеть региональных представителей.